# Communauté de communes du canton de Broglie
La communauté de communes du Canton de Broglie est une ancienne communauté de communes française, située dans le département de l'Eure et dans la région Normandie.

## Histoire
Dans le cadre du schéma départemental de coopération intercommunale, elle fusionne le 1er janvier 2017 avec la communauté de communes rurales du canton de Brionne, la communauté de communes de Bernay et ses environs, la communauté de communes du canton de Beaumesnil et l'Intercom Risle et Charentonne au sein de la nouvelle communauté de communes Bernay Terres de Normandie.

## Composition
Elle regroupait vingt communes :
| Nom                        | Code Insee | Gentilé           | Superficie (km2) | Population (dernière pop. légale) | Densité (hab./km2) |
| -------------------------- | ---------- | ----------------- | ---------------- | --------------------------------- | ------------------ |
| Broglie (siège)            | 27117      | Brogliens         | 7,96             | 1 099 (2014)                      | 138                |
| Capelle-les-Grands         | 27130      | Capellais         | 13,39            | 439 (2014)                        | 33                 |
| Chamblac                   | 27138      | Chamblacais       | 20,90            | 390 (2014)                        | 19                 |
| La Chapelle-Gauthier       | 27148      | Chapellois        | 16,43            | 406 (2014)                        | 25                 |
| Ferrières-Saint-Hilaire    | 27239      | Ferriérois        | 9,84             | 416 (2014)                        | 42                 |
| La Goulafrière             | 27289      | Goulafriérois     | 14,38            | 167 (2014)                        | 12                 |
| Grand-Camp                 | 27295      | Grand-Campois     | 14,11            | 479 (2014)                        | 34                 |
| Mélicourt                  | 27395      | Mélicourtois      | 6,40             | 84 (2014)                         | 13                 |
| Mesnil-Rousset             | 27404      | Mesnil-Roussetais | 7,22             | 109 (2013)                        | 15                 |
| Montreuil-l'Argillé        | 27414      | Montreuillais     | 13,72            | 798 (2014)                        | 58                 |
| Notre-Dame-du-Hamel        | 27442      | Hamelliens        | 13,58            | 213 (2014)                        | 16                 |
| Saint-Agnan-de-Cernières   | 27505      | Agnanais          | 7,42             | 142 (2014)                        | 19                 |
| Saint-Aubin-du-Thenney     | 27514      | Saint-Aubinois    | 13,96            | 362 (2014)                        | 26                 |
| Saint-Denis-d'Augerons     | 27530      |                   | 4,27             | 93 (2014)                         | 22                 |
| Saint-Jean-du-Thenney      | 27552      | Thennesiens       | 8,31             | 234 (2014)                        | 28                 |
| Saint-Laurent-du-Tencement | 27556      | Laurentins        | 2,76             | 55 (2014)                         | 20                 |
| Saint-Pierre-de-Cernières  | 27590      | Sarnieriens       | 11,62            | 219 (2014)                        | 19                 |
| Saint-Quentin-des-Isles    | 27600      | Saint-quentinois  | 4,00             | 231 (2014)                        | 58                 |
| La Trinité-de-Réville      | 27660      | Trinirévillais    | 11,15            | 244 (2014)                        | 22                 |
| Verneusses                 | 27680      |                   | 16,15            | 205 (2014)                        | 13                 |

## Démographie
| 1999  | 2014  |
| ----- | ----- |
| 5 896 | 6 385 |